# Канзафарово
Канзафарово (баш. Ҡәнзәфәр) — деревня в Зилаирском районе Республики Башкортостан Российской Федерации. Входит в состав Канзафаровского сельсовета. 

## География

### Географическое положение
Расстояние до:
- районного центра (Зилаир): 25 км,
- центра сельсовета (Юмагужино): 4 км,
- ближайшей железнодорожной станции (Сибай): 98 км.

## Население
| 2002 | 2009 | 2010 |
| ---- | ---- | ---- |
| 63   | ↘52  | ↘45  |

Национальный состав
Согласно переписи 2002 года, преобладающая национальность — башкиры (100 %).